# Mouvement Black Power
Le mouvement Black Power (en anglais : Black power movement) est un mouvement social motivé par le désir de sécurité et d'autosuffisance qui n'était pas disponible dans les quartiers afro-américains exploités. Les militants du Black Power ont fondé des librairies, des coopératives alimentaires, des fermes, des médias, des imprimeries (en), des écoles,, des cliniques et des services d'ambulance appartenant à des Noirs. L'impact international du mouvement comprend la Black Power Revolution (en) à Trinité-et-Tobago.
À la fin des années 1960, le Black Power en est venu à représenter la demande d'une action violente plus immédiate pour contrer la suprématie blanche américaine. La plupart de ces idées ont été influencées par les critiques de Malcolm X à l'égard des méthodes de protestation pacifique de Martin Luther King Jr. L'assassinat de Malcolm X en 1965, associé aux émeutes urbaines de 1964 et 1965, a enflammé le mouvement. De nouvelles organisations qui soutenaient les philosophies du Black Power, allant de l'adoption du communisme par certains acteurs du mouvement au nationalisme noir, y compris le Black Panther Party (BPP), ont pris de l'importance.
Si des penseurs noirs américains tels que Robert F. Williams et Malcolm X ont influencé les débuts du mouvement Black Power, le Black Panther Party et ses positions sont largement considérés comme la pierre angulaire. Il a été influencé par des philosophies telles que le panafricanisme, le nationalisme noir et le socialisme, ainsi que par des événements contemporains tels que la révolution cubaine et la décolonisation de l'Afrique.

## Caractéristiques du mouvement

### Éducation
Le cinquième point du programme en dix points du Black Panther Party demandait « une éducation pour notre peuple qui expose la vraie nature de cette société américaine décadente. Nous voulons une éducation qui nous enseigne notre véritable histoire et notre rôle dans la société actuelle ». Ce sentiment est repris par de nombreuses autres organisations du Black Power ; l'inadéquation de l'éducation des Noirs avait déjà été soulignée par W. E. B. Du Bois, Marcus Garvey et Carter G. Woodson.
Dans ce contexte, Stokely Carmichael a introduit l'éducation politique dans son travail avec le SNCC dans le Sud rural. Il s'agit notamment de campagnes de mobilisation électorale et d'éducation politique. Bobby Seale et Huey P. Newton ont utilisé l'éducation pour répondre au manque d'identité de la communauté noire. Seale avait travaillé avec des jeunes dans un programme parascolaire avant de fonder les Panthers. Grâce à cette nouvelle éducation et à la construction de leur identité, ils pensaient pouvoir donner aux Noirs américains les moyens de revendiquer leur liberté.

### Médias
Tout comme les militants du Black Power se sont concentrés sur le contrôle communautaire des écoles et de la politique, le mouvement s'est intéressé de près à la création et au contrôle de ses propres institutions médiatiques. Le Black Panther Party a notamment produit le journal Black Panther, qui s'est avéré être l'un des outils les plus influents du BPP pour diffuser son message et recruter de nouveaux membres.
WAFR a été lancée en septembre 1971 en tant que première station de radio noire publique et communautaire. La station de Durham, en Caroline du Nord, a diffusé jusqu'en 1976, mais a influencé les stations de radio militantes ultérieures, notamment WPFW à Washington, D.C. et WRFG à Atlanta.

## Histoire

### Origines

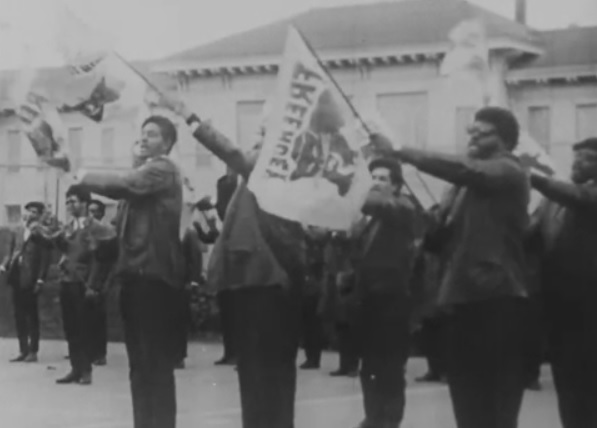
Membres du Black Panther Party manifestant et portant des drapeaux à Oakland (Californie).

La première utilisation populaire du terme « Black Power » en tant que slogan social et racial a été faite par Stokely Carmichael (plus tard connu sous le nom de Kwame Ture) et Willie Ricks (plus tard connu sous le nom de Mukasa Dada), tous deux organisateurs et porte-parole du Student Nonviolent Coordinating Committee. Le 16 juin 1966, lors d'un discours à Greenwood (Mississippi), pendant la Marche contre la peur, Carmichael a mené les marcheurs dans un chant pour le pouvoir noir qui a été télévisé au niveau national.
L'organisation Nation of Islam a commencé comme un mouvement nationaliste noir dans les années 1930, inspirant des groupes ultérieurs. Malcolm X est largement crédité de l'augmentation spectaculaire du nombre de membres du groupe entre le début des années 1950 et le début des années 1960 (de 500 à 25 000 selon une estimation ; de 1 200 à 50 000 ou 75 000 selon une autre),. En mars 1964, Malcolm X a quitté la Nation en raison de désaccords avec Elijah Muhammad ; il a notamment évoqué son intérêt à travailler avec des leaders des droits civiques, affirmant que Muhammad l'en avait empêché. Plus tard, Malcolm X a également déclaré que Muhammad avait eu des relations extraconjugales avec de jeunes secrétaires de la Nation — une violation grave des enseignements du groupe. Le 21 février 1965, Malcolm X a été tué par balle alors qu'il prenait la parole dans la salle de bal Audubon à Washington Heights, à New York. Trois membres de la Nation ont été reconnus coupables de l'avoir assassiné. Malgré cela, on a longtemps spéculé et soupçonné l'implication du gouvernement. Les quarante policiers présents sur les lieux ont reçu l'ordre de "se retirer" par leurs commandants pendant la fusillade,,,.
Après les émeutes de Watts qui ont lieu à Los Angeles en 1965, le Student Nonviolent Coordinating Committee a décidé de couper les liens avec le grand mouvement des droits civiques. Ils soutenaient que les Noirs devaient construire leur propre pouvoir, plutôt que de chercher des accommodements auprès de la structure de pouvoir en place. Le SNCC est passé d'une philosophie de non-violence à une philosophie plus militante après le milieu des années 1960. L'organisation a établi des liens avec des groupes radicaux tels que les Students for a Democratic Society.
Fin octobre 1966, Huey P. Newton et Bobby Seale fondent le Black Panther Party. Pour formuler une nouvelle politique, ils se sont appuyés sur leurs expériences de travail avec diverses organisations du Black Power,,.

### Escalade à la fin des années 1960
Le Black Panther Party a d'abord utilisé les lois sur le port d'arme ouvert pour protéger les membres du parti et les communautés noires locales des forces de l'ordre. Les membres du parti ont également enregistré des incidents de brutalité policière en suivant à distance les voitures de police dans les quartiers. Les chiffres ont légèrement augmenté à partir de février 1967, lorsque le parti a fourni une escorte armée à l'aéroport de San Francisco pour Betty Shabazz, la veuve de Malcolm X et l'orateur principal d'une conférence organisée en son honneur,. En 1967, le SNCC a commencé à se désagréger en raison de conflits politiques au sein de sa direction, et de nombreux membres ont quitté l'organisation pour rejoindre les Black Panthers. Tout au long de l'année 1967, les Panthers ont organisé des rassemblements et perturbé l'Assemblée de l'État de Californie avec des marcheurs armés. En 1956, le FBI a développé le programme COINTELPRO pour enquêter sur les groupes nationalistes noirs et autres. En 1969, les Black Panthers et leurs alliés sont devenus les principales cibles du COINTELPRO, et ont été pointés du doigt dans 233 des 295 actions COINTELPRO « nationalistes noires » autorisées.

Les États identifiés comme territoire national assujetti lors de la conférence fondatrice de la Republic of New Afrika de 1968 : Louisiane, Mississippi, Alabama, Géorgie et Caroline du Sud.

En 1968, la Republic of New Afrika (République de Nouvelle-Afrique) est fondée, un groupe séparatiste qui cherche à créer un pays noir dans le sud des États-Unis, avant de se dissoudre au début des années 1970.
En 1968, de nombreux dirigeants des Black Panthers ont été arrêtés, y compris le fondateur Huey Newton pour le meurtre d'un officier de police (les poursuites contre Newton ont finalement été abandonnées), mais le nombre d'adhérents a augmenté. Les Black Panthers ont ensuite engagé la police dans une fusillade dans une station-service de Los Angeles. La même année, Martin Luther King Jr. est assassiné, ce qui provoque des émeutes dans tout le pays (en), la plus grande vague d'agitation sociale depuis la guerre civile américaine. À Cleveland, dans l'Ohio, la « République de Nouvelle Libye » engage la police dans la fusillade de Glenville (en), qui est suivie d'émeutes. L'année marque également le début du White Panther Party, un groupe de Blancs dévoués à la cause des Black Panthers. Les fondateurs Pun Plamondon (en) et John Sinclair ont été arrêtés, mais finalement libérés, en relation avec l'attentat à la bombe contre un bureau de la CIA à Ann Arbor (Michigan), ce même mois de septembre.
En 1969, les Black Panthers ont commencé à purger leurs membres par crainte d'une infiltration des forces de l'ordre, et se sont engagés dans plusieurs fusillades avec la police et une avec une organisation nationaliste noire. Les Panthères poursuivent leur campagne internationale « Free Huey ». Dans l'esprit de la montée du militantisme, la League of Revolutionary Black Workers (en) (Ligue des travailleurs noirs révolutionnaires) est créée à Detroit, qui soutient les droits des travailleurs et la libération des Noirs.

### Apogée au début des années 1970

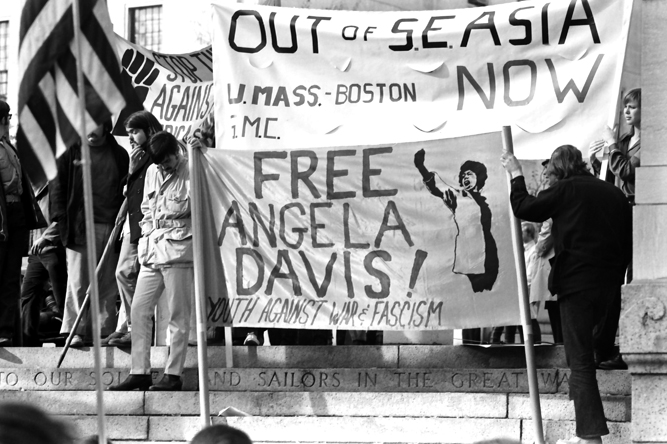
Des manifestants demandent la libération d'Angela Davis, en 1970.

En 1970, le premier ministre honoraire du Black Panther Party, Stokely Carmichael, s'est rendu dans divers pays pour discuter des méthodes de résistance à l'impérialisme américain. À Trinité-et-Tobago, le mouvement du « black power » s'est transformé en Black Power Revolution (en), au cours de laquelle de nombreux Afro-Trinidadiens ont contraint le gouvernement de Trinidad à céder aux réformes. Plus tard, de nombreuses Panthères se rendent en Algérie pour discuter du panafricanisme et de l'anti-impérialisme. La même année, d'anciennes Panthères noires ont formé la Black Liberation Army pour poursuivre une révolution violente plutôt que les nouveaux mouvements de réforme du parti. Le 22 octobre 1970, la Black Liberation Army aurait posé une bombe dans l'église St. Brendan de San Francisco, alors qu'elle était remplie de personnes assistant aux funérailles de Harold Hamilton, officier de police de San Francisco, tué dans l'exercice de ses fonctions lors d'un braquage de banque. La bombe a explosé, mais personne dans l'église n'a été sérieusement blessé.
En 1971, plusieurs responsables des Panthers fuient les États-Unis en raison de poursuites policières. C'est la seule année d'activité de la Black Revolutionary Assault Team (en), un groupe qui a fait exploser le bureau consulaire sud-africain de New York pour protester contre l'apartheid. Le 20 septembre, il a placé des bombes sur les missions de l'ONU de la République du Congo (Kinshasa) et de la République du Malawi. En février 1971, des scissions idéologiques au sein du Black Panther Party entre les leaders Newton et Eldridge Cleaver ont conduit à deux factions au sein du parti ; le conflit est devenu violent et quatre personnes ont été tuées dans une série d'assassinats. Le 21 mai 1971, cinq membres de la Black Liberation Army ont participé à la fusillade de deux policiers de New York, Joseph Piagentini et Waverly Jones. Les personnes jugées pour ces fusillades sont Anthony Bottom (également connu sous le nom de Jalil Muntaqim), Albert Washington, Francisco Torres, Gabriel Torres et Herman Bell.

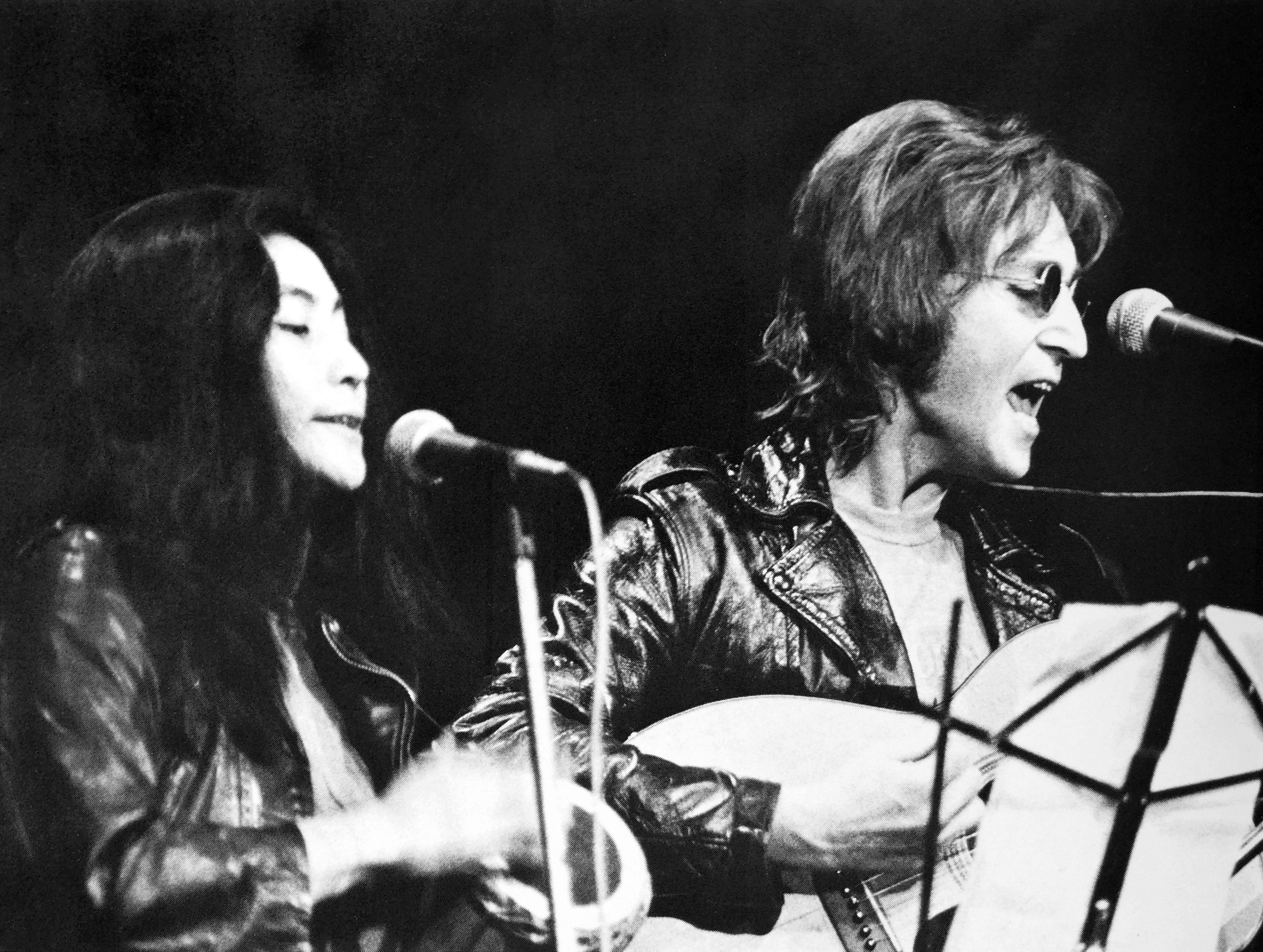
Yoko Ono et John Lennon chantant John Sinclair, en 1971.

Pendant la peine d'emprisonnement du panthère blanc John Sinclair, un concert « Free John » a lieu, auquel participent John Lennon et Stevie Wonder. Sinclair est libéré deux jours plus tard. Le 29 août, trois membres de la BLA assassinent le sergent de la police de San Francisco John Victor Young dans son commissariat. Deux jours plus tard, le San Francisco Chronicle a reçu une lettre signée par la BLA revendiquant la responsabilité de l'attaque. Vers la fin de l'année, Huey Newton s'est rendu en Chine pour des réunions sur la théorie maoïste et l'anti-impérialisme. George Jackson, icône du Black Power, a tenté de s'évader de prison en août, tuant sept otages avant d'être lui-même tué. La mort de Jackson a déclenché la mutinerie de la prison d'Attica, qui s'est ensuite terminé par un siège sanglant. Le 3 novembre, l'agent James R. Greene, du service de police d'Atlanta, a été abattu dans sa camionnette de patrouille à une station-service par des membres de la Black Liberation Army.
1972 est l'année où Newton ferme de nombreux chapitres des Black Panthers et organise une réunion du parti à Oakland (Californie). Le 27 janvier, la Black Liberation Army a assassiné les policiers Gregory Foster et Rocco Laurie dans la ville de New York. Après les meurtres, une note envoyée aux autorités présentait les meurtres comme des représailles à la mort de prisonniers lors de l'émeute de la prison d'Attica en 1971. À ce jour, aucune arrestation n'a été effectuée. Le 31 juillet, cinq membres armés de la BLA ont détourné le vol Delta Air Lines 841. Ils ont finalement perçu une rançon d'un million de dollars et détourné l'avion vers l'Algérie, après la libération des passagers. Les autorités locales ont saisi la rançon mais ont laissé le groupe s'enfuir. Quatre d'entre eux ont finalement été arrêtés par les autorités françaises à Paris, où ils ont été condamnés pour divers crimes, mais l'un d'entre eux — George Wright — est resté en fuite jusqu'au 26 septembre 2011, date à laquelle il a été capturé au Portugal. Après avoir été accusé du meurtre d'une prostituée en 1974, Huey Newton s'enfuit à Cuba. Elaine Brown devient cheffe du parti et se lance dans une campagne électorale.

### Désescalade à la fin des années 1970

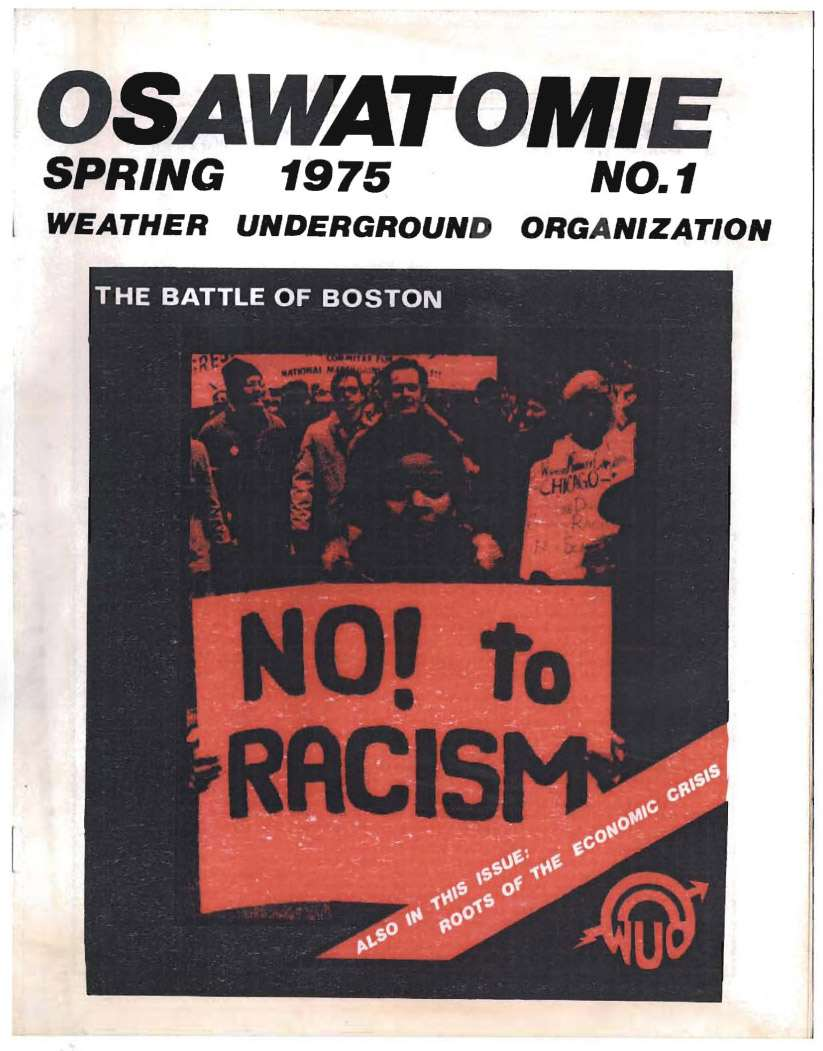
Couverture du premier numéro d’Osawatomie, journal clandestin publié par le Weather Underground à partir de mars 1975.

À la fin des années 1970, un groupe de rebelles portant le nom du prisonnier tué a formé la Brigade George Jackson (en). De mars 1975 à décembre 1977, la Brigade a dévalisé au moins sept banques et fait exploser une vingtaine de bombes artisanales — visant principalement des bâtiments gouvernementaux, des installations électriques, des magasins Safeway et des entreprises accusées de racisme. En 1977, Newton revient d'un exil à Cuba. Peu après, Elaine Brown démissionne du parti et s'enfuit à Los Angeles. Le parti se désagrège, ne laissant que quelques membres.
MOVE est une organisation écologiste qui s'est développé à Philadelphie en 1972 sous le nom de « Christian Movement for Life », un groupe de vie communautaire basé sur les principes de la libération des Noirs. Lorsque la police a fait une descente dans leur maison en 1978, une fusillade a éclaté ; au cours de la fusillade, un officier a été tué, sept autres officiers de police, cinq pompiers, trois membres de MOVE et trois passants ont également été blessés.
Dans un autre incident très médiatisé de la Black Liberation Army, Assata Shakur, Zayd Shakur et Sundiata Acoli auraient ouvert le feu sur des policiers d'État dans le New Jersey après avoir été arrêtés pour un feu arrière cassé. Zayd Shakur et le policier d'État Werner Foerster ont tous deux été tués au cours de l'échange. Après sa capture, Assata Shakur a été jugée dans six procès pénaux différents. Elle dit avoir été battue et torturée pendant son incarcération dans plusieurs prisons fédérales et d'État, soutenue par des ONGs. Les chefs d'accusation allaient de l'enlèvement aux coups et blessures et au vol de banque. Assata Shakur a été reconnue coupable du meurtre de Foerster et de son compagnon Zayd Shakur, mais elle s'est échappée de prison en 1979 et a fini par se réfugier à Cuba où elle a obtenu l'asile politique. Acoli a été reconnu coupable du meurtre de Foerster et condamné à la prison à vie.
En 1978, un groupe de membres de la Black Liberation Army et de Weather Underground a formé l'Organisation communiste du 19 mai (M19CO). Ce groupe comprend également des membres des Black Panthers et de la Republic of New Africa,. En 1979, trois membres de M19CO sont entrés dans le centre des visiteurs de la Clinton Correctional Facility for Women, près de Clinton (New Jersey). Ils ont pris deux gardes en otage et ont libéré Shakur. Plusieurs mois plus tard, le M19CO a organisé l'évasion de William Morales (en), membre du groupe séparatiste portoricain Fuerzas Armadas de Liberación Nacional Puertorriqueña (en), de l'hôpital Bellevue de New York, où il était en convalescence après qu'une bombe qu'il fabriquait a explosé dans ses mains.

### Déclin dans les années 1980

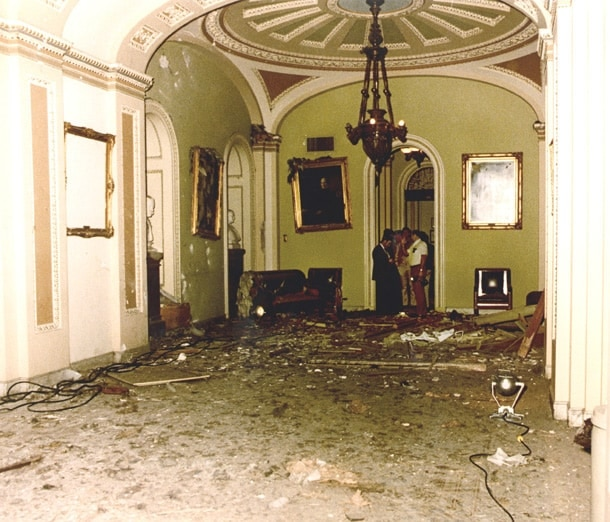
Dommages causés par l'.

Au cours des années 1980, le mouvement Black Power s'est poursuivi malgré un déclin de sa popularité et des adhésions aux organisations. La Black Liberation Army était active aux États-Unis au moins jusqu'en 1981, lorsqu'un vol de camion blindé Brink's, mené avec le soutien des anciens membres de Weather Underground Kathy Boudin (en) et David Gilbert (en), a provoqué la mort d'un garde et de deux policiers. Boudin et Gilbert, ainsi que plusieurs membres de la BLA, ont ensuite été arrêtés. M19CO s'est engagé dans une campagne de bombardement dans les années 1980. Ils ont visé une série de bâtiments gouvernementaux et commerciaux, dont le Sénat des États-Unis. Le 3 novembre 1984, deux membres du M19CO, Susan Rosenberg (en) et Timothy Blunk, sont arrêtés dans un mini-entrepôt qu'ils avaient loué à Cherry Hill. La police a retrouvé dans l'entrepôt plus de 100 détonateurs, près de 200 bâtons de dynamite, plus de 100 cartouches d'explosif en gel et 24 sacs d'agent de dynamitage. Le dernier attentat à la bombe de l'alliance M19CO — quoique revendiqué par Red Guerrilla Defense — a eu lieu le 23 février 1985, à la Policemen's Benevolent Association à New York.
MOVE s'était réinstallé à West Philadelphia après la fusillade précédente. Le 13 mai 1985, la police, accompagnée du directeur municipal Leo Brooks, est arrivée avec des mandats d'arrêt et a tenté de vider le bâtiment de MOVE et d'arrêter les membres de MOVE inculpés. Cela a conduit à un affrontement armé avec la police, qui a lancé des grenades lacrymogènes sur le bâtiment. Les membres de MOVE ont tiré sur la police, qui a répliqué avec des armes automatiques. La police a ensuite bombardé la maison, tuant plusieurs adultes et enfants, et provoquant un grand incendie qui a détruit la majeure partie d'un pâté de maisons,,.
En 1989, bien dans les années de déclin du mouvement, le New Black Panther Party se forme. La même année, le 22 août, Huey P. Newton est mortellement abattu à l'extérieur par Tyrone Robinson, 24 ans, membre de la Black Guerrilla Family.

## Impact et postérité

### Australian Black Power

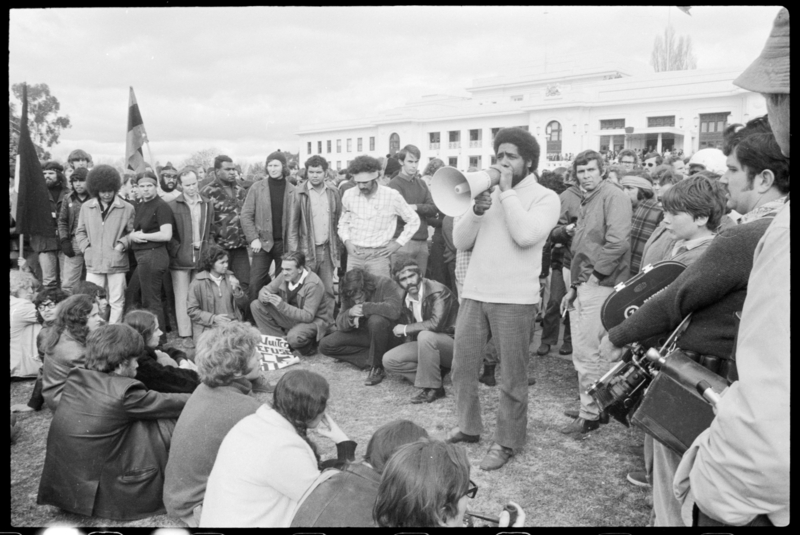
Bob Maza donnant un discours lors d'une manifestation à l'Ambassade aborigène, en juillet 1972.

Le mouvement américain Black Power a influencé les activistes aborigènes d'Australie à partir de la fin des années 1960, en particulier à Sydney, Brisbane et Melbourne. Le terme est devenu largement connu après que la Victorian Aborigines Advancement League (en) (AAL), dirigée par Bruce McGuinness (en) et Bob Maza (en), a invité l'activiste caribéen Roosevelt Brown à donner une conférence sur le Black Power à Melbourne en 1968, provoquant une frénésie médiatique. L'AAD était influencée par les idées de Malcolm X et de Stokely Carmichael. Le mouvement Black Power australien était né à Redfern à Sydney, à Fitzroy, à Melbourne et à South Brisbane (en), à la suite de la « Freedom Ride (en) » menée par Charles Perkins (en) en 1965. Il y avait un petit groupe de personnes au centre du mouvement, connu sous le nom de Black Caucus.
Bobbi Sykes (en) définit le Black Power australien comme « le pouvoir généré par des personnes qui cherchent à identifier leurs propres problèmes et ceux de la communauté dans son ensemble, et qui s'efforcent d'agir sous toutes les formes possibles pour résoudre ces problèmes », tandis que Paul Coe (en) y voit la nécessité pour les Aborigènes de « prendre le contrôle à la fois des ressources économiques, politiques et culturelles du peuple et de la terre... afin qu'ils aient eux-mêmes le pouvoir de déterminer leur propre avenir ». L'activiste et plus tard universitaire Gary Foley a écrit qu'en Australie, le Black Power « était essentiellement lié à la nécessité pour les Noirs de définir le monde en leurs propres termes, et de rechercher l'autodétermination et l'indépendance en leurs propres termes, sans interférence blanche ». Le service juridique aborigène de Redfern est né de cet activisme,.

### Postérité aux États-Unis

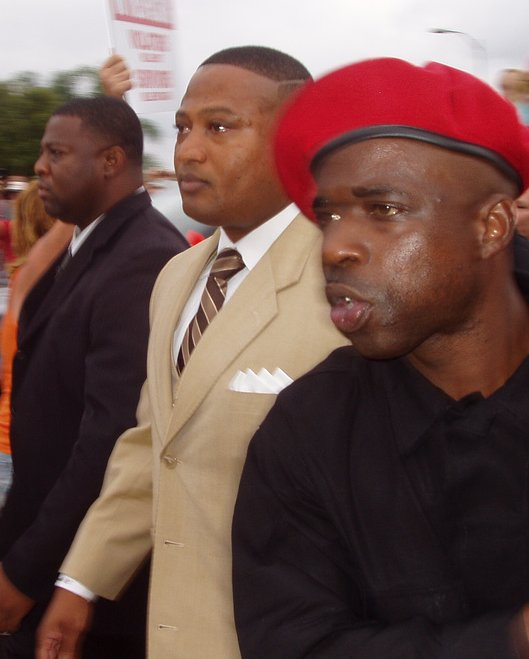
Membres du New Black Panther Party défilant en 2007.

Après les années 1970, le mouvement Black Power a connu un déclin, mais pas une fin. En 1998, le Black Radical Congress (en) a été fondé, avec des effets discutables. Le Black Riders Liberation Party (en) a été créé par des membres de gangs Bloods et Crips dans le but de recréer le Black Panther Party en 1996. Le groupe s'est étendu, créant des chapitres dans des villes à travers les États-Unis et organisant fréquemment des marches paramilitaires. Lors de l'élection présidentielle américaine de 2008, des membres du New Black Panther Party ont été accusés d'intimidation d'électeurs dans un bureau de vote (en) d'une circonscription électorale de Philadelphie à majorité noire et démocrate.
Après le meurtre bouleversant de Trayvon Martin, des groupes paramilitaires black power se sont formés, notamment le Huey P. Newton Gun Club (en), l'African American Defense League et la New Black Liberation Militia, qui ont tous organisé des marches armées et des entraînements militaires.
Certains ont comparé le mouvement moderne Black Lives Matter au mouvement Black Power, soulignant ses similitudes. Le Movement for Black Lives (en) promeut ouvertement le Black Power.

#### Sur le mouvement Black Power
- (en) Kwasi Konadu, A View from the East: Black Cultural Nationalism and Education in New York City, Syracuse University Press, 2009 (ISBN 9780815651017, lire en ligne).
- (en) Judson L. Jeffries (dir.), Black Power in the Belly of the Beast, Urbana, University of Illinois Press, 2006.
- (en) Joyce Ladner, « What “Black Power” Means to Negroes in Mississippi », Transaction,‎ novembre 1967, p. 7–15.
- (en) Benjamin Muse, The American Negro Revolution: From Nonviolence to Black Power, 1963–1967, New York, Citadel, 1970.
- (en) Jeffrey O. G. Ogbar, Black Power: Radical Politics and African American Identity, Baltimore (MD), Johns Hopkins University Press, 2004.
- (en) William L. Van DeBurg, New Day in Babylon: The Black Power Movement and American Culture, 1965–1975, Chicago, University of Chicago Press, 1992.
- (en) William H. Wiggins, O Freedom! Afro-American Emancipation Celebrations, Knoxville, University of Tennessee Press, 1987.
- (en) Alfred Young, « The Historical Origin and Significance of the Afro-American History Month Observance », Negro History Bulletin, no 45,‎ 1982, p. 100–101.

#### Sur les luttes sociales des Noirs
- (en) Brian Meeks, Radical Caribbean: From Black Power to Abu Bakr, The Press Univ. of the West Indies, Barbados, 1996.
- (en) James A. Geschwender, Class, Race, and Worker Insurgency: The League of Revolutionary Black Workers, New York, Cambridge University Press, 1977.
- (en) Curtis J. Austin, Up Against the Wall: Violence in the Making and Unmaking of the Black Panther Party, University of Arkansas Press, 2006 (ISBN 1-55728-827-5).
- (en) Vin McLellan et Paul Avery, The Voices of Guns: The Definitive and Dramatic Story of the Twenty-two-month Career of the Symbionese Liberation Army, New York, Putnam, 1977.
- (en) Bobby Seale, Seize the Time: The Story of The Black Panther Party and Huey P. Newton, Baltimore (Maryland), Black Classic Press, 1970 (ISBN 978-0-933121-30-0).
- (en) Huey P. Newton, Revolutionary Suicide, Random House, 1973.
- (en) Joshua Bloom et Waldo E. Martin Jr., Black against Empire: The History and Politics of the Black Panther Party, University of California Press, 2013 (ISBN 9780520953543).